# Zbigniew Wyskiel
Zbigniew Edward Karol Wyskiel (ur. 11 listopada 1912 w Zagórzu, zm. 9 kwietnia 1940 w Katyniu) – prawnik, podporucznik rezerwy piechoty Wojska Polskiego, ofiara zbrodni katyńskiej.

## Życiorys

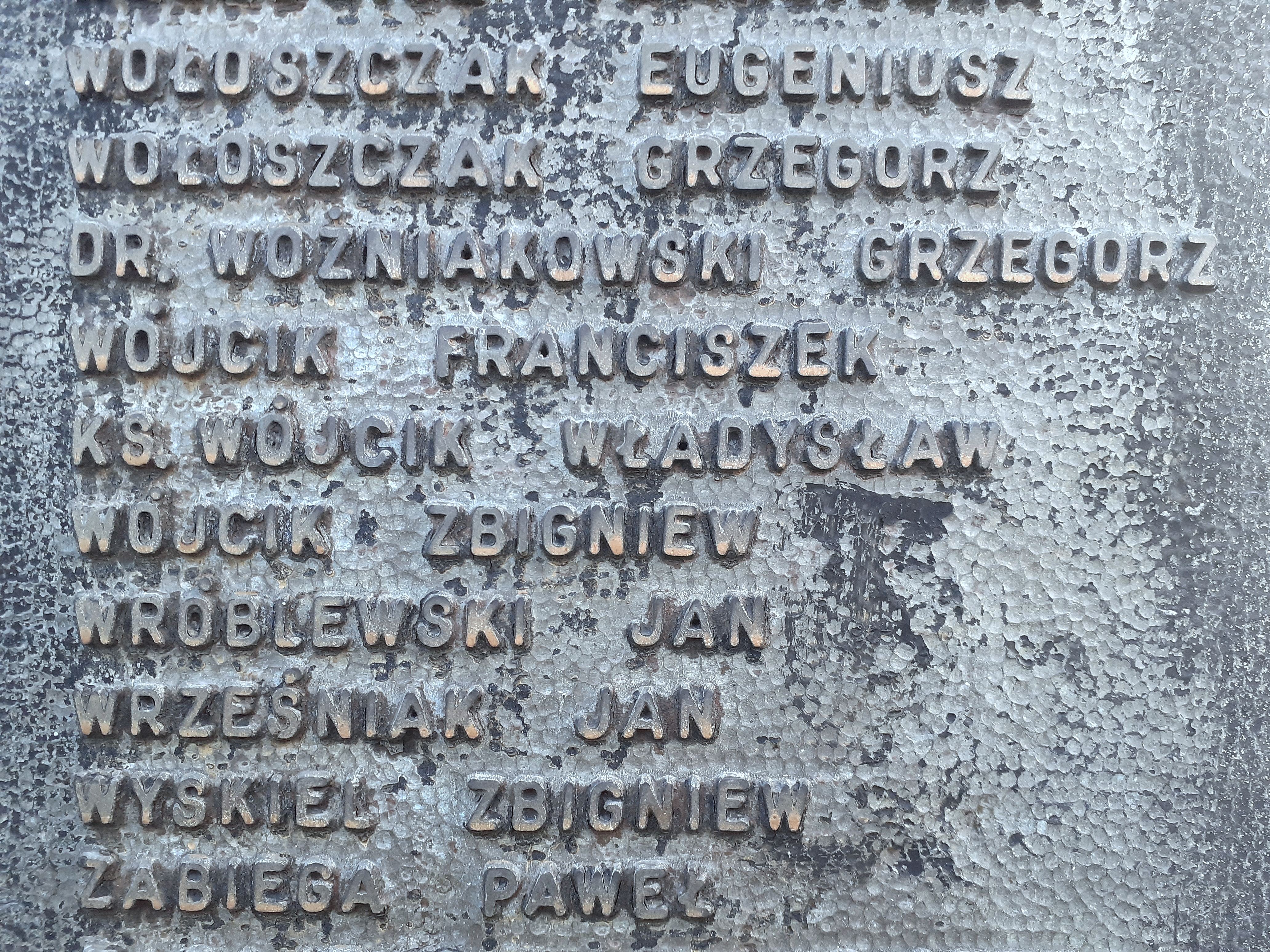
Upamiętnienie na Mauzoleum w Sanoku

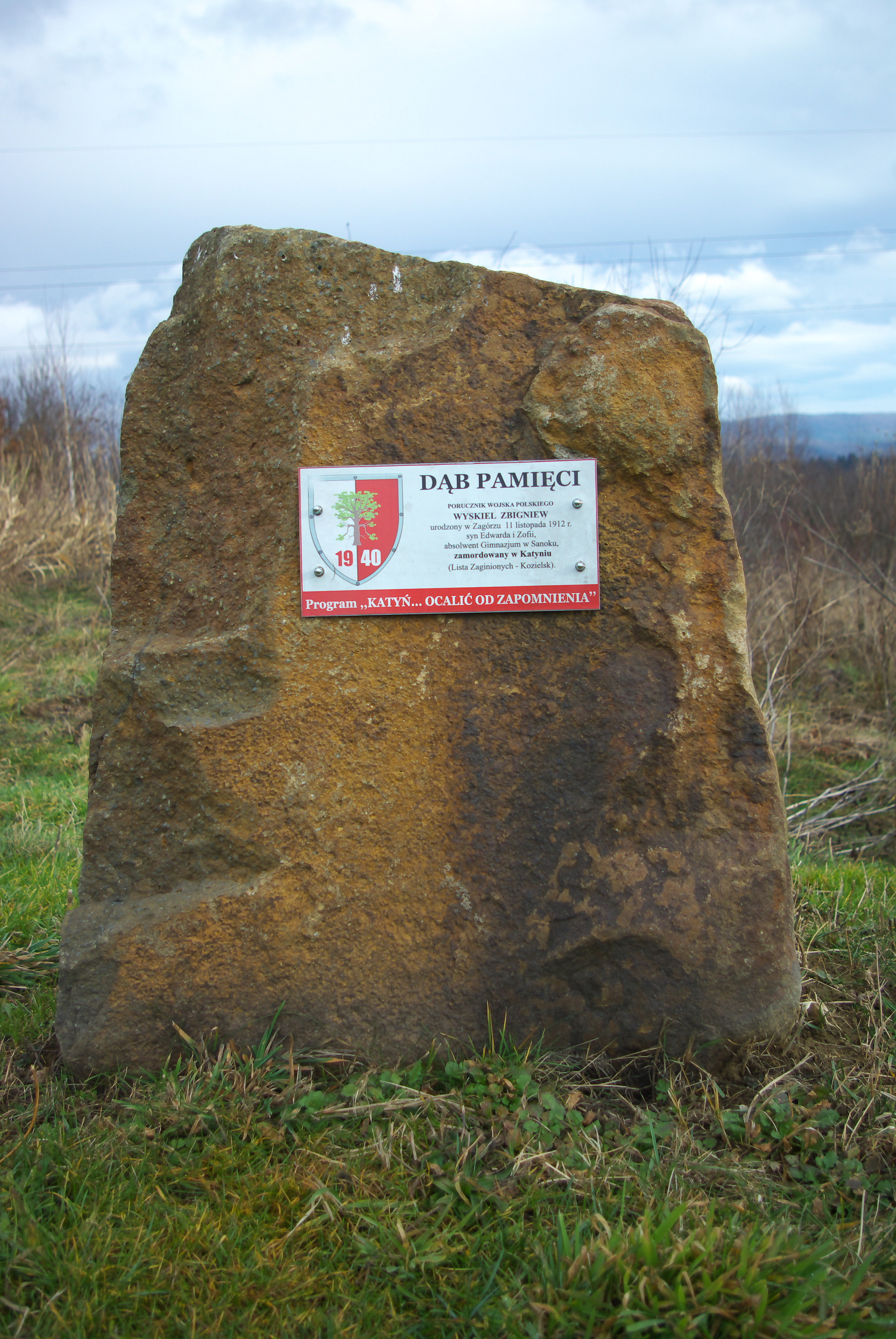
Kamień pamiątkowy przy Dębie Pamięci honorującym Zbigniewa Wyskiela w Zagórzu

Urodził się 11 listopada 1912 w Zagórzu. Był synem Edwarda i Zofii z domu Słowikowskiej (zm. 1973). Wyskielowie mieszkali w Zagórzu od pokoleń. Dziadek Zbigniewa był budowniczym na kolei, ojciec kierownikiem poczty. Ojciec Edward (ur. 1883) był działaczem Polskiego Towarzystwa Gimnastycznego „Sokół” w Zagórzu, podczas I wojny światowej dowódca patroli w C. K. Armii. Zbigniew Wyskiel ukończył szkołę powszechną im. św. Kazimierza w Zagórzu. 
30 maja 1932 zdał egzamin dojrzałości w Państwowym Gimnazjum im. Królowej Zofii w Sanoku (w jego klasie byli m.in. Mieczysław Granatowski, Franciszek Malik i Ludwik Warchał – wszyscy również późniejsi żołnierze Wojska Polskiego, w tym dwaj ostatni to ofiary zbrodni katyńskiej). W 1939 ukończył prawo na Wydziale Prawa Uniwersytetu Jana Kazimierza we Lwowie. Jako student mieszkał przy ulicy Miłkowskiego 1 we Lwowie. 
Po maturze ukończył również Szkołę Podchorążych Rezerwy Piechoty. 1 stycznia 1935 został awansowany do stopnia podporucznika. Został przydzielony do Pułku Strzelców Podhalańskich w Przemyślu.
W sierpniu 1939, wobec zagrożenia konfliktem, został zmobilizowany, a po wybuchu II wojny światowej, kampanii wrześniowej i agresji ZSRR na Polskę został aresztowany przez Sowietów na terenach wschodnich II Rzeczypospolitej. Był przetrzymywany w obozie w Kozielsku. W tym czasie nadesłał do bliskich dwa listy, datowane na 29 listopada 1939 i 21 stycznia 1940; ponadto o pobycie Zbigniewa Wyskiela wspomniał w swoich zapiskach jego kolega, inny jeniec, ppor. Zbigniew Przystasz, którego pamiętnik obozowy ocalał, według którego Wyskiej przebywał w kozielskim obozie jeszcze 8 kwietnia 1940. Na wiosnę 1940 został zabrany do Katynia i rozstrzelany przez funkcjonariuszy Obwodowego Zarządu NKWD w Smoleńsku oraz pracowników NKWD przybyłych z Moskwy na mocy decyzji Biura Politycznego KC WKP(b) z 5 marca 1940. Jest pochowany na Polskim Cmentarzu Wojennym w Katyniu.

## Ekshumacja
Już w 1943 roku w czasie ekshumacji części mogił w Katyniu udało się ustalić jego tożsamość na podstawie zachowanych przy nim dokumentów: książeczki wojskowej, oficerskiej oraz dwóch fotografii. Władze niemieckie oznaczyły ciało ppor. Wyskiela numerem AM 1491, oznaczającą lokalizację zwłok w zbiorowej mogile.

## Upamiętnienie
Podczas „Jubileuszowego Zjazdu Koleżeńskiego b. Wychowanków Gimnazjum Męskiego w Sanoku w 70-lecie pierwszej Matury” 21 czerwca 1958 nazwisko Zbigniewa Wyskiela zostało wymienione w apelu poległych w obronie Ojczyzny w latach 1939-1945 oraz na ustanowionej w budynku gimnazjum tablicy pamiątkowej poświęconej poległym i pomordowanym absolwentom gimnazjum.
W 1962 Zbigniew Wyskiel został upamiętniony wśród innych osób wymienionych na jednej z tablic Mauzoleum Ofiar II Wojny Światowej na obecnym Cmentarzu Centralnym w Sanoku.
5 października 2007 roku Minister Obrony Narodowej Aleksander Szczygło mianował go pośmiertnie do stopnia porucznika. Awans został ogłoszony 9 listopada 2007 roku, w Warszawie, w trakcie uroczystości „Katyń Pamiętamy – Uczcijmy Pamięć Bohaterów”.
27 kwietnia 2010 w Zagórzu z inicjatywy ks. Eugeniusza Dryniaka odbyła się uroczystość zasadzenia dębów pamięci koło Krzyża Milenijnego na wzgórzu nad miastem. W ten sposób uhonorowano trzech zagórzan zamordowanych na Wschodzie; byli to: płk Wawrzyniec Łobaczewski, ppor. Jerzy Franciszek Albert oraz ppor. Zbigniew Wyskiel.